# Onthophagus sinicus
Onthophagus sinicus là một loài bọ cánh cứng trong họ Bọ hung (Scarabaeidae).